# گرانت سینگر
گرانت تیلور سینگر (به انگلیسی: Grant Taylor Singer؛ زاده ۲۳ ژوئیه ۱۹۸۵) کارگردان نماهنگ و تبلیغات تلویزیونی است که معروف به همکاری با هنرمندانی چون د ویکند، زین ملک، فیوچر، اسکریلکس، اسلودایو، تروی سیوان، سم اسمیت، لرد، اسکای فریرا، کامیلا کبیو، تراویس اسکات، شان مندز، آریانا گرانده، تیلور سوئیفت است.